# Wilhelm Andreae (Ökonom)
Wilhelm Friedrich Otto Andreae (* 8. April 1888 in Magdeburg; † 20. Mai 1962 in Gießen) war ein deutscher Sozialökonom.

## Leben
Andreae wurde als Sohn des Reeders Johann (Hans) Andreae († 1901) und seiner Frau Martha († 1940), geborene Müller, in Magdeburg geboren. Er besuchte von 1894 bis 1906 das Gymnasium zum Kloster Unser Lieben Frauen. Von 1906 bis 1908 absolvierte er eine kaufmännische Lehre in Magdeburg. Anschließend stieß er in Niederschönhausen bei Berlin gemeinsam mit seinem Bruder Friedrich Andreae zu einem intellektuellen Kreis um den Universalhistoriker und Professor an der Berliner Universität Kurt Breysig. Über den Kreis lernte er Friedrich Wolters, Berthold Vallentin und Kurt Hildebrandt kennen, mit dem er sich besonders befreundete. Im Niederschönhausener, später Lichterfelder Kreis kam er auch in Kontakt mit Stefan George, für den er zum Beispiel einige Platon-Werke neu übersetzte. Nachdem Andreae 1910 sein kaufmännisches Diplom erworben hatte, arbeitete er als Kaufmann. Ab 1912 studierte er an der Universität Padua. 1914 meldete er sich freiwillig zum Einsatz im Ersten Weltkrieg, ab 1915 war er im Vaterländischen Hilfsdienst tätig. Nach 1918 studierte er bis 1921 an den Universitäten in Heidelberg, Padua und Breslau die Fächer Philosophie, Archäologie, Soziologie, Klassische Philologie und Nationalökonomie. Am 21. April 1921 wurde er promoviert. Ihm gehörte von 1921 bis 1925 eine Fabrik in Glöwen.
1925 habilitierte er sich an der Universität Wien bei Othmar Spann mit einer Ausgabe von Platons Schriften. Am 5. November 1925 erhielt er in Wien seine Lehrberechtigung im Fach Nationalökonomie und Soziologie. 1927 erhielt er eine außerordentliche Professur an der Universität Graz. Er heiratete 1928 Illa Lackmann, mit der er sieben Kinder bekam. Zu seinen Kindern gehörten Clemens August Andreae, Stefan Andreae, Bernard Andreae und Gabriele Andreae, die ebenfalls wissenschaftliche Karrieren einschlugen. 1930 wurde er ordentlicher Professor der Universität Graz und von 1933 bis 1942 war er Ordinarius an der Universität Gießen. Seit 1934 war er Mitglied im NSRB und förderndes Mitglied der SS. 1942 verlor er ais politischen Gründen (als Angehöriger des Kreises um Othmar Spann) seinen Lehrstuhl. Danach war er für ein Jahr im Vorstand einer Berliner Firma. Bis 1944 war er Kammerdirektor des Fürsten Salm-Reifferscheidt-Dyck in Grevenbroich. Nach dem Attentat vom 20. Juli 1944 war er bis zum Ende des Zweiten Weltkrieges flüchtig. Ab 1945 war er erneut Professor in Gießen, dazwischen auch für kurze Zeit an der Philipps-Universität Marburg. Unter ihm habilitierten sich Günter Hedtkamp und Wilhelm Wapenhans. Wilhelm Andreae wurde am 30. September 1958 emeritiert und bekam im Februar 1959 das Große Bundesverdienstkreuz verliehen.
In der Sowjetischen Besatzungszone wurde seine Schrift Kapitalismus, Bolschewismus, Faschismus (Fischer, Jena 1933) auf die Liste der auszusondernden Literatur gesetzt.

## Veröffentlichungen (Auswahl)
- Die philosophischen Probleme in den Platonischen Briefen. Ein Beitrag zur Echtheitsfrage. In: Philologus, Bd. 78 (1922), H. 1/2, S. 34–87.
- Die Staatsidee in Platons Kunstlehre. In: Zeitschrift für Volkswirtschaft und Sozialpolitik, N.F., Bd. 3 (1923), H. 4/6, S. 312–347.

- Beiträge zu einer universalistischen Steuerlehre. Fischer, Jena 1927.
- Begründung und Entwurf für eine wirtschaftspolitische Umgestaltung der Staatswirtschaft. Verlag f. Nationalwirtschaft und Werksgemeinschaft, Berlin 1929.
- Grundlegung einer neuen Staatswirtschaftslehre. Fischer, Jena 1930.
- Staatssozialismus und Ständestaat. Ihre grundlegenden Ideologien und die jüngste Wirklichkeit in Russland und Italien. Fischer, Jena 1931.
- Der staatssozialistische Ideenkreis. In: Götz Briefs (Hrsg.): Die Wandlungen der Wirtschaft im kapitalistischen Zeitalter. Rothschild, Berlin-Grunewald 1932, S. 80–102.
- Kapitalismus, Bolschewismus, Faschismus. Fischer, Jena 1933.
- Gegenstand und Verfahren der Gesellschaftslehre. In: Zeitschrift für die gesamte Staatswirtschaft, Bd. 96 (1936), S. 525–567.
- Leitfaden der Finanzwissenschaft. Grundsätze und Tatsachen aus der jüngsten deutschen Staatswirtschaft. Fischer, Jena 1938.
- Geld und Geldschöpfung. Der Staat und die Notenbanken. Humboldt-Verlag, Stuttgart/Wien 1953.
- Zu wessen Lasten ist das Anlagevermögen der deutschen Staatsbahnen aufgebracht worden? Eine finanzwissenschaftliche Studie. In: Zeitschrift für Verkehrswissenschaft, Bd. 26 (1955), S. 69–82.
- (Mitautor): Beiträge zur Wettbewerbsordnung. Heymann, Köln 1963.